# 水越敏行
水越 敏行（みずこし としゆき、1932年5月13日 - 2019年1月1日）は、日本の教育学者、大阪大学名誉教授。教育工学、メディア教育、情報教育に取り組む。三重県桑名市出身。

## 略歴
1955年三重大学農学部卒業。1958年名古屋大学教育学部卒業。1960年名古屋大学大学院教育学研究科修士課程修了。1963年名古屋大学大学院教育学研究科博士課程単位取得満期退学。1975年「発見学習の研究」で教育学博士の学位を取得。
1963年金城学院大学講師、1965年大阪音楽大学助教授、1969年金沢大学教育学部専任講師、翌1970年助教授、1975年大阪大学人間科学部助教授、1981年教授、名誉教授。1995年関西大学総合情報学部教授、1996年学部長、1997年日本教育工学会会長、2003年定年退職、関西大学全学共通教育推進機構特別顧問。
2019年1月1日、金沢市内の病院で多臓器不全により死去。86歳没。
水越伸は、実子。

## 学会、社会における活動
日本教育工学会会長、日本教育方法学会常任理事、日本教育メディア学会理事、教育工学研究協議会副会長などを歴任。
文部科学省関連では、教育課程審議会、大学設置・学校法人審議会、教育方法改善、情報教育、文教施設、マルチメディアの教育利用、私立大学教育研究高度化推進など専門委員、研究協力者などを歴任。
国際協力事業団（JICA）では、スリランカ、タイ王国、マレーシア、ケニアなどで視聴覚教育・メディア教育の専門家としてプロジェクトに従事。
NHKでは学校放送中央諮問委員、日本賞審査委員など。財団関連では松下視聴覚教育研究財団、日本放送教育協会、才能教育開発研究財団、上月情報教育財団などの理事。この他、全国社会教育センター、情報コミュニケーション教育研究会（ICTE）会長等を歴任。

## 著書
- 『発見学習入門』明治図書出版 1970
- 『発見学習の研究』明治図書出版 1975
- 『授業評価の研究』明治図書出版 現代授業論双書 1976
- 『授業評価研究入門』明治図書出版 1982
- 『授業改造と学校研究の方法』明治図書出版 現代授業論双書 1985
- 『個を生かす教育』明治図書出版 教育新書 1986
- 『個別化教育への新しい提案』明治図書出版 教育新書 1988
- 『メディアを活かす先生 先生シリーズ』図書文化社 1990
- 『メディアが開く新しい教育』学習研究社 学研教育選書 1994
- 『授業研究の方法論』明治図書出版 教育選書 1987
- 『総合的学習の研究 1　総合的学習の理論と展開』明治図書出版 1998
- 『教育方法へのパスポート』増補 日本文教出版 2001

### 共編著
- 『現代の教育学』平光昭久共著 川島書店 1967
- 『発見学習と指導効率』藤井悦雄,豊中市立上野小学校共著 明治図書出版 1968
- 『放送と授業のシステム化』木原健太郎,北野正光共編 明治図書出版 1971
- 『教科の特質と発見学習』藤井悦雄共編著 帝国地方行政学会 教育実践シリーズ 1972
- 『シリーズ70年代日本教育の焦点 3 情報化社会と教育』編 明治図書出版 1972
- 『テレビと授業の効果 金沢調査の報告』小嶋秀夫,富安芳和共著 明治図書出版 1972
- 『発見学習の展開』金沢大学附属小学校共著 明治図書出版 1972
- 『小・中・高校をつなぐ理科教育の構造・過程・評価』山崎豊共編著 黎明書房 1973
- 『授業の設計と評価の技術』編著 明治図書出版 授業研究の新課題 1976
- 『授業技術の開発』全6巻 坂元昂共編 明治図書出版 1977－78
- 『小学校理科授業評価から授業創造へ』編 新興出版社啓林館 1978
- 『講座授業改造』明治図書出版 1979

1 授業改造の視点と方法」
2 国語科の授業改造」村上直治共編
3 社会科の授業改造」編
4 算数・数学科の授業改造」中原克己共編
5 理科の授業改造」降旗勝信共編
- 『算数・数学科の授業評価』編 明治図書出版 授業評価研究シリーズ 1980
- 『社会科の授業評価』編 明治図書出版 授業評価研究シリーズ 1980
- 『理科の授業評価』編 明治図書出版 授業評価研究シリーズ 1980
- 『視聴能力の形成と評価 新しい学力づくりへの提言』編著 日本放送教育協会 放送教育叢書 1981
- 『教育学研修講座 8 授業の計画と指導』西之園晴夫共編著 第一法規出版 1984
- 『New放送教育 メディア・ミックスと新しい評価』編著 日本放送教育協会 放送教育叢書 1986
- 『子どもの情報能力を育てる 授業に活かす教育工学』編著 ぎょうせい 1988
- 『個別化・個性化教育の新動向』編著 日本図書文化協会 別冊指導と評価 1988
- 『講座教師の力量形成 第2巻 授業設計と展開の力量』編 ぎょうせい 1989
- 『新学習指導要領の指導事例集 総則』全4巻 熱海則夫共編 明治図書出版 1989
- 『新教育課程の課題 先進校の実践分析から探る』編著 図書文化社 別冊指導と評価 1989
- 『新時代をひらく学校改善シリーズ 3　学び方の学習』長谷川忍共編著 教育出版 1989
- 『図説小学校教育方法改善講座 第5巻 効果的な指導法と学習形態』編著 ぎょうせい 1993
- 『生活科と低学年カリキュラム』吉本均共編著 ぎょうせい 1993
- 『新学校教育全集 18 教育相談』小林一也共編 ぎょうせい 1994
- 『新学校教育全集 5 環境教育』熱海則夫共編 ぎょうせい 1994
- 『新学校教育全集 7 情報化と学校教育』小林一也共編 ぎょうせい 1994
- 『新学校教育全集 8 教科指導』奥田真丈共編 ぎょうせい 1994
- 『新学校教育全集 4 人間尊重の教育』奥田真丈共編 ぎょうせい 1994
- 『新学校教育全集 3 個性を生かす教育』奥田真丈共編 ぎょうせい 1994
- 『メディアが変わる授業を変える 授業への挑戦』編著 明治図書出版 1994
- 『シリーズ・21世紀を創る子どもと学校教育 4　新しい環境教育を創造する 子どもがきずく環境へのかけ橋』木原俊行共編著 ミネルヴァ書房 1995
- 『シリーズ・21世紀を創る子どもと学校教育 3　新しい国際理解教育を創造する 子どもがひらく異文化コミュニケーション』田中博之共編著 ミネルヴァ書房 1995
- 『新学校教育全集 27 教職員の研修』永岡順共編 ぎょうせい 1995
- 『新学校教育全集 16 教科書・教材教具』熱海則夫共編 ぎょうせい 1995
- 『新学校教育全集 20 生涯学習と学校』熱海則夫共編 ぎょうせい 1995
- 『新学校教育全集 28 学校の教育研究』永岡順共編 ぎょうせい 1995
- 『新学校教育全集 15 生徒指導』小林一也共編 ぎょうせい 1995
- 『新学校教育全集 17 教育指導の評価』奥田真丈共編 ぎょうせい 1995
- 『高度情報化社会における人間のくらしと学び 2　変わるメディアと教育のありかた』佐伯胖共編著 ミネルヴァ書房 1996
- 『どう取り組むか総合的学習 その理論と実践』大野連太郎,加藤幸次共編著 日本文教出版 1997
- 『総合的学習の研究 2　小学校総合的学習の新展開』村川雅弘共編著 明治図書出版 1998
- 『中学校・選択と総合的学習の新展開』木原俊行共編著 明治図書出版 総合的学習の研究 1998
- 『シリーズ・新しい授業を創る』藤岡完治,吉崎静夫共企画・編集　ぎょうせい

第1巻　学校づくり・授業づくり』編著 1999
第4巻　メディアを活かす授業づくり』編著 1999
- 『総合的学習の授業づくりを深める』木原俊行共著 明治図書出版 総合的学習の開拓 1999
- 『メディアリテラシーを育てる』編著 明治図書出版 21世紀型授業づくり 2000
- 『社会科授業の改善』斎藤雄三共著 日本文教出版 2001
- 『「おこめ」で広がる総合的学習 NHKデジタル教材の活用』編著 明治図書出版 総合的学習の開拓 2002

### 翻訳
- J.S.ブルーナー『教授理論の建設』田浦武雄共訳 黎明書房 1966
- A.キャリン, R.B.サンド『理科の発見学習』田浦武雄,平光昭久共訳 黎明書房 1968